# Палладиевая чернь
Палладий на угле — часто обозначаемый как Pd/C, смесь палладия, его оксидов и углерода. Широко используется как катализатор. В органической химии используется для ускорения гидрогенизации.

## Получение
Получают путём восстановления растворов солей палладия. Для производства катализаторов, с палладиевой чернью в основе, берут пористый материал (древесный уголь, пемзу, мел) пропитывают щелочным раствором хлористого палладия. Затем при нагревании в водородной среде хлорид восстанавливается до металла, и чистый палладий оседает на носителе в виде мелкодисперсной черни.